# Takydromus toyamai
Takydromus toyamai (довгохвостка міяцька) — вид ящірок родини ящіркових (Lacertidae). Ендемік Японії.

## Поширення і екологія
Міяцькі довгохвостки мешкають на островах Міяко, які є частиною острівної групи Сакісіма в архіпелазі Рюкю. Вони живуть на луках, в чагарниках та на узліссях. Ведуть денний спосіб життя. Не впадають у сплячку, однак стають малоактивними взимку. Відкладають яйця, в кладці 2 яйця.

## Збереження
МСОП класифікує цей вид як такий, що перебуває під загрозою зникнення. Takydromus toyamai загрожує знищення природного середовища.